# Мърчисън (река)
Мърчисън (на английски: Murchison River) е временна (епизодична) река в западната част на Австралия, в щата Западна Австралия, вливаща се в Индийския океан. Дължината ѝ е 820 km , а площта на водосборния басейн – 91 252 km².
Река Мърчисън води началото си на 582 m н.в. от югоизточните части на хребета Робинсън, разположен в западната част на щата Западна Австралия. В горното си течение има западно направление, в средното югозападно, а в долното прави няколко големи завоя във всички направления и се влива в Индийския океан при град Калбари, единственото постоянно селище по нейното течение. Основните ѝ притоци са леви: Ялгар, Родерик и Санфорд. Река Мърчисън има водно течение само през зимата, в сезона на дъждовете, а през лятото пресъхва и се разпада на отделни езерни участъци. Средният ѝ годишен отток е 6,6 m³/s.
Реката е открита през 1839 г. от австралийския изследовател Джордж Грей, който я наименува в чест на видния шотландски геолог родерик Мърчисън.